# Hylaeus confluens
Hylaeus confluens är en solitär biart som först beskrevs av Smith 1853. Den ingår i släktet citronbin och familjen korttungebin. Inga underarter finns listade i Catalogue of Life.

## Beskrivning
Ett slankt, svart bi med gula markeringar i ansiktet. De är rätt omfattande hos hanen, medan honans markeringar inskränker sig till två triangulära markeringar, en på varje kind. Vingarna är genomskinliga, men mörknar på den yttre delen. Arten är tämligen liten; honan har en kroppslängd av 6 till 7 mm, hanen 5,5 till 6 mm.

## Ekologi
Arten, som flyger från mars till oktober, är polylektisk, det vill säga den besöker flera olika blommande växter, som sumakväxter (sumaker), flockblommiga växter (Oxypolis och martornssläktet), korgblommiga växter (Chrysopsis, krysantemumsläktet, gullrissläktet och sommarbinka), Cyrillaceae (Cyrilla racemiflora), Eriocaulaceae (Eriocaulon decangulare), ärtväxter (vit sötväppling), johannesörtsväxter (johannesörtssläktet), järneksväxter (järnekssläktet), ljungväxter (Oxydendrum arboreum), rosväxter (hallonsläktet) samt slideväxter (pilörter).

## Utbredning
Utbredningsområdet omfattar östra och södra USA från New Jersey över Maryland, Virginia, North Carolina och Georgia till Florida och vidare längs södra delarna av Georgia, Alabama, Mississippi och Louisiana till södra Texas.